# The Moan
| Оценки критиков | Оценки критиков |
| Источник        | Оценка          |
| --------------- | --------------- |
| Allmusic        | [ 1 ]           |

«The Moan» (англ. «Стон») — дебютный сингл американской рок-группы The Black Keys, изначально в 2001 году выпущенный на виниловой 7-дюймовой пластинке с кавер-версией песни Ричарда Берри «Have Love Will Travel» на би-сайде (ALIVE0047-1) и в 2004 году на CD в формате мини-альбома (ALIVE0047-2). CD-издание было последним релизом The Black Keys для независимого лейбла Alive Records, так как в 2003 году они начали сотрудничество с другим инди-лейблом — Fat Possum Records, выпустив на нем второй студийный альбом «Thickfreakness». Мини-альбом состоит из материала, не похожего на все остальные работы The Black Keys, и пользуется популярностью в основном среди поклонников группы.
Виниловое издание выпускалось в различных цветовых версиях (чёрной, розовой, красной и других).

## Композиции
«The Moan» — кавер на песню американского блюзового музыканта Ти-Модел Форда «Somebody’s Knockin'» с альбома «Bad Man» с изменённым текстом и названием, по стилю напоминает панк-грув Хаулин Вулфа. «The Moan» в живом исполнении была включена в совместный мини-альбом с пост-рок группой из Огайо The Six Parts Seven (записана 16 мая 2003 года во время выступления для студенческой радиостанции WMBR) и на би-сайд сингла «Have Love Will Travel» (записана во время сессии с Джоном Пилом 5 июня 2003 года). Своё название песня получила после времени, проведённого с Джимом «The Moan» Келли на N25 Южной Кольцевой дорогой.
«Heavy Soul» — альтернативная версия песни из дебютного альбома The Black Keys «The Big Come Up», выпущенного 20 мая 2002 года.
«No Fun» — кавер на песню прото-панк группы The Stooges, выпускалась бонусом эксклюзивно для винилового издания «The Big Come Up». В версии The Black Keys элементы блюз-грува преобладают над элементами панк-рока.
«Have Love Will Travel» — кавер-версия песни Ричарда Берри, однако за основу бралась версия американской группы гаражного рока The Sonics. Также выпускалась на альбоме «Thickfreakness» и синглом с него в 2003.

## Список композиций
Слова и музыка всех песен — Дэн Ауэрбах и Патрик Карни, за исключением особо отмеченных.
| №                   | Название                                                                       | Длительность |
| ------------------- | ------------------------------------------------------------------------------ | ------------ |
| 1.                  | «The Moan» (музыка заимствована из песни «Somebody’s Knockin'» Ти-Модел Форда) | 3:43         |
| 2.                  | «Have Love Will Travel» (Ричард Берри)                                         | 2:33         |
| Общая длительность: | Общая длительность:                                                            | 6:18         |

Слова и музыка всех песен — Дэн Ауэрбах и Патрик Карни, за исключением особо отмеченных.
| №                   | Название                                                     | Длительность |
| ------------------- | ------------------------------------------------------------ | ------------ |
| 1.                  | «The Moan» (Ти-Модел Форд/Дэн Ауэрбах, Патрик Карни)         | 3:43         |
| 2.                  | «Heavy Soul» (Альтернативная версия)                         | 2:36         |
| 3.                  | «No Fun» (Дейв Александер, Рон Эштон, Скотт Эштон, Игги Поп) | 2:32         |
| 4.                  | «Have Love Will Travel» (Радио микс) (Ричард Берри)          | 2:33         |
| Общая длительность: | Общая длительность:                                          | 11:30        |

## Участники записи

### The Black Keys
Дэн Ауэрбах — вокал, электрогитара, бас-гитара, продюсирование
Патрик Карни — ударная установка, перкуссия, продюсирование
Производство
Дейв Шульц — мастеринг
Патрик Бойзелл — фотография (обложка)